# Simon de Hesdin

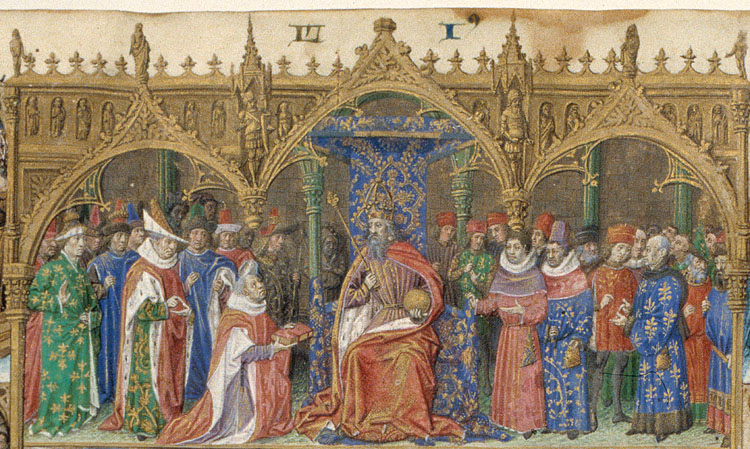
Simon de Hesdin présente sa traduction de la Facta et dicta memorabilia par Valerius Maximus à Charles V, roi de France

Simon de Hesdin est un religieux de l’ordre de Saint-Jean de Jérusalem et un traducteur français du XIVe siècle, mort en 1383.
On sait peu de choses de sa vie : en 1363, il était docteur en théologie et commandeur de la maison des Hospitaliers de l'ordre de Saint-Jean de Jérusalem à Éterpigny en Picardie, puis à partir de 1377 de celle de Senlis.
Il commence en 1375, à la demande du roi Charles V de France une traduction-commentaire en français de l’ouvrage de l’historien latin Valère Maxime, Facta et dicta memorabilia (Faits et dits mémorables), un recueil d’anecdotes à caractère moralisant en neuf livres rédigés au Ier siècle pour l’empereur Tibère. Il la mène jusqu’au chapitre 4 du livre VII. La traduction sera terminée par Nicolas de Gonesse à la demande du duc Jean de Berry en 1400-1401, en imitant autant que possible le style et la technique de son prédécesseur.
Cette traduction eut beaucoup de succès, attesté par les nombreux manuscrits, souvent enluminés, et les éditions imprimées du XVe siècle.